# Erik Andersson (militär)
Lars Erik Gudmund Andersson, född 14 juni 1957 i Lunds domkyrkoförsamling i Malmöhus län, är en svensk militär.
Andersson blev löjtnant i flottan 1979, kapten 1982 och örlogskapten 1987. Han tjänstgjorde vid Tredje ytattackflottiljen 1994–1996 och som flaggadjutant i Kustflottan 1996–1998. Han befordrades 1998 till kommendörkapten och tjänstgjorde 1998–2004 åter vid Tredje ytattackflottiljen, som nu hette Tredje ytstridsflottiljen. År 2004 befordrades han till kommendör och var ställföreträdande chef för Örlogsskolorna i Karlskrona 2004–2005. År 2005 återvände han till Tredje ytstridsflottiljen, som nu bytt namn till Tredje sjöstridsflottiljen, och var flottiljens chef 2005–2008.
Han var chef för Sjöstridsskolan 2011–2014 och är sedan den 1 april 2014 chef för Marinbasen.
Erik Andersson invaldes 2001 som ledamot av Kungliga Örlogsmannasällskapet.